# 博學家

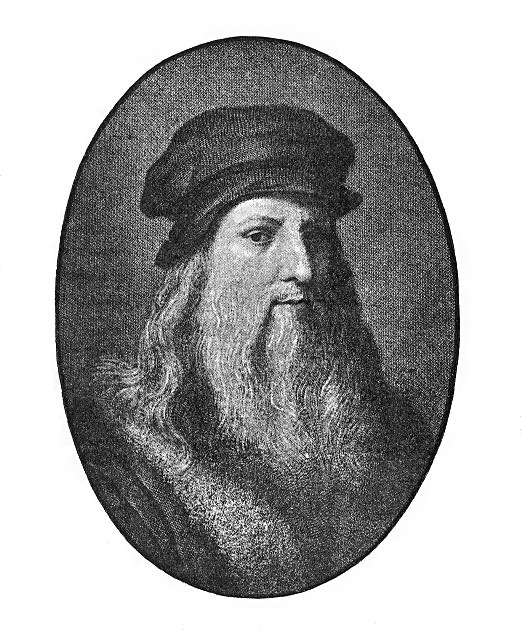
達文西是通才的代表人物之一。

博学家或通才（英語：polymath）是指學識淵博跨越多個领域而且表現超群的人。

## 文藝復興人
文藝復興人（Renaissance man，或拉丁語、意大利語中的Homo universalis、Uomo Universale），是「通才」的一個別稱，特別是在藝術、科學方面。這個詞語的產生是因為在文藝復興時出現了不少這類人，其中巴迪斯蒂·阿伯拉蒂（Leone Battista Alberti，1404－1472）、列奥纳多·达·芬奇就是當中的佼佼者。不过，「文藝復興人」一詞並非專指文藝復興時期所產生的通才。在現代英語辭典，通才也指「對多方範疇感興趣，或對多方範疇有基本、片面知識」。

## 著名博學者
- 墨子：古代中國東周戰國時期思想家、政治家、軍事家、科學家，墨家學派創始人。
- 亞里士多德：古希臘哲學家、逻辑学家、政治家、經濟學家、文學家、天文學家、地理學家、氣象學家、物理學家等等，他的著作名稱劃分了西方的學科體系。
- 王陽明：陆王心学代表人物，中國明代思想家、书法家、文学家、教育家、武将。
- 巴迪斯蒂·阿伯拉蒂：義大利文藝復興時期建築師、建築理論家、作家、詩人、哲學家、密碼學家。
- 列奥纳多·达芬奇：義大利文藝復興時期藝術家、博學家，在數十個領域都有極高成就。
- 西蒙·斯蒂文：弗蘭德數學家、物理學家、建築師、軍事工程師、樂理學家。
- 布萊茲·帕斯卡：法國神學家、哲學家、數學家、物理學家、化學家、音樂家、教育家、氣象學家。
- 阿塔納斯·珂雪：17世紀德國學者，於細菌學、醫學、聲學、天文學、力學、埃及學、地質學、數學、語言學、音樂理論皆有成就。
- 哥特佛萊德·萊布尼茲：德國哲學家、數學家，也從事神學理論研究。莱布尼茨对物理学和技术的发展也做出了重大贡献，并且提出了一些后来涉及广泛——包括生物学、医学、地质学、概率论、心理学、语言学和信息科学——的概念。莱布尼茨在政治学、法学、伦理学、神学、哲学、历史学、语言学诸多方向都留下了著作。
- 米哈伊爾·瓦西里耶維奇·羅蒙諾索夫：俄國化學家、哲學家、詩人，並通曉礦物學、冶金學、語言學。
- 伊曼努爾·康德：德國哲學家、數學家，並通曉地理學、教育學、人類學。
- 約翰·沃爾夫岡·馮·歌德：德國戲劇家、詩人、自然科學家、文藝理論家、政治家。
- 湯瑪士·楊格：英國物理學家、生理學家、醫師，也通曉樂理、語言學、埃及學。
- 艾薩克·牛頓：英國物理學家、數學家、天文學家、自然哲學家、煉金術士。
- 亞歷山大·波菲里耶維奇·鮑羅定：俄國作曲家、化學家、醫師。
- 约翰·冯·诺伊曼：在泛函分析、遍歷理論、幾何學、拓撲學、數值分析等眾多數學領域、信息技术、量子力學、經濟學中有重大貢獻。
- 本傑明·富蘭克林：美國開國元勛、政治家、外交家、科學家、發明家、思想家。
- 托马斯·杰斐逊: 美國開國元勛、同時也是農學、園藝學、建築學、詞源學、考古學、數學、密碼學、測量學與古生物學等學科的專家；又身兼作家、律師與小提琴手。
- 顾毓琇：中華民國教育家、科學家、詩人、戲劇家、音樂家、禪學家。
- 默里·盖尔曼: 美國物理學家和美国国家科学院院士。因成功建立对基本粒子的系统分类以及对基本粒子相互作用的新发现而获得1969年诺贝尔物理学奖。盖尔曼通晓的学科极广，是一个百科全书式的学者，也是20世纪后期学术界少见的通才。除数理类的学科外，他对考古学、动物分类学、语言学等学科的知识也如数家珍。

## 延伸阅读
- 六艺
- 博雅教育
- 跨学科研究
- 超级个体